# Madame de Montespan

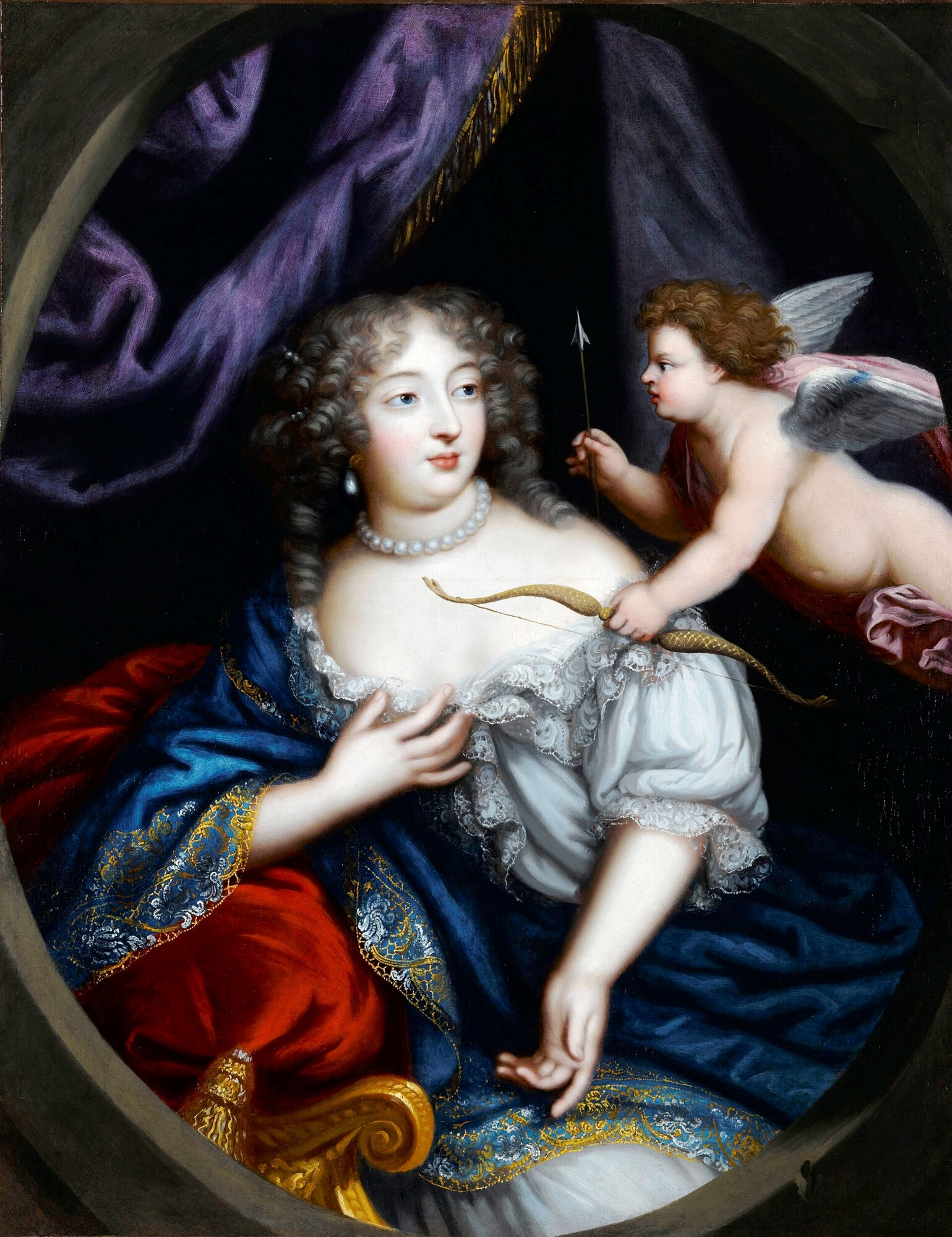
"Athénaïs", markiezin van Montespan

Françoise "Athénaïs" de Rochechouart (Lussac-les-Châteaux, 5 oktober 1640 — Bourbon-l'Archambault, 27 mei 1707), markiezin van Montespan, was een hofdame en de maîtresse van koning Lodewijk XIV van Frankrijk van 1667 tot 1679. Ze is beter bekend als madame de Montespan.

## Jeugd
Françoise de Rochechouart de Mortemart werd geboren op het kasteel van Lussac-les-Châteaux als de dochter van Gabriel de Rochechouart, eerste hertog-pair van Mortemart, en Diane de Grandseigne. De familie de Rochechouart de Mortemart was een in de 13e eeuw afgesplitste tak van het grotere Huis Rochechouart. Haar vader was eerste kamerheer van de koning en werd later gouverneur van Parijs. Haar broer, de hertog van Vivonne, werd maarschalk van Frankrijk en een van haar zussen, Gabrielle, werd vier jaar na het afleggen van haar geloften abdis van de welvarende abdij van Fontevraud. Op jonge leeftijd kreeg ze les aan een klooster in Saintes. In 1663 trad ze in het huwelijk met Louis de Pardaillan de Gondrin, markies van Montespan. Uit dit huwelijk werden twee kinderen geboren, een zoon en dochter. Ze voegde zelf het "precieuze" Athénaïs toe aan haar voornamen.

## Minnares van de koning
Ten tijde van haar huwelijk was ze al hofdame aan het Franse hof in Versailles. Op twintigjarige leeftijd trad ze namelijk als hofdame toe tot het personeel van de Franse koningin Maria Theresia. De markiezin van Montespan was al snel erg populair aan het Franse hof vanwege haar schoonheid, charme en intelligentie. Ze hield zich op de hoogte van politieke aangelegenheden en wist zich daardoor prima te redden in gesprekken met leden van de hoge adel en de koninklijke familie. Ook het oog van de Franse koning was op haar gevallen en in 1667 verving ze Louise de La Vallière als minnares van Lodewijk XIV. Er werd in die tijd gefluisterd dat ze daar liefdespoeders voor had gebruikt, die de tovenares Catherine Monvoisin, ook wel La Voisin genoemd, voor haar zou hebben gemaakt.
Het feit dat madame de Montespan gehuwd was, zorgde voor problemen. Aanvankelijk werd aan de vrome markiezin in de communie geweigerd vanwege haar overspel. En bisschop Bossuet berispte de koning publiekelijk tijdens een preek. De markies van Montespan was een gewelddadig en impulsief man. In tegenstelling tot de vader en de andere familieleden van de markiezin verzette hij zich tegen de affaire. Nadat hij de koning hierdoor meermaals in verlegenheid had gebracht, werd hij verbannen naar zijn kasteel in Gascogne. Uiteindelijk werd het huwelijk ontbonden.
Madame de Montespan verwierf als minnares van de koning grote invloed aan het hof. Ze was beschermvrouwe van de Franse literatuur en was bevriend met verschillende Franse schrijvers, waaronder Pierre Corneille, Jean Racine en Jean de La Fontaine.
Madame de Montespan en Lodewijk XIV kregen in totaal zeven kinderen, slechts vier van hen bereikten de volwassen leeftijd. De opvoeding van hun kinderen lag in handen van de weduwe Scarron, later madame de Maintenon genoemd. Zij was tevens een gezelschapsdame voor de markiezin van Montespan toen zes van de kinderen officieel door de koning werden erkend. Ook had Lodewijk XIV in zijn testament bepaald dat de zonen die hij bij madame de Montespan had in geval van het uitsterven van de tak van Bourbon de troon zouden kunnen bestijgen. De kinderen van Madame de Montespan mochten hierdoor aan het hof verblijven en madame de Maintenon verhuisde mee. Vanaf ongeveer 1680 werd zij uiteindelijk zélf de minnares en vanaf 1683 zelfs de echtgenote van Lodewijk XIV.

## Verdreven van het hof
Uiteindelijk bekoelden de gevoelens van de koning voor madame de Montespan en kreeg hij een andere minnares, Marie Angélique de Scorailles. Zij kreeg een aanstelling in het personeel van de koningin. Ze werd in de publieke opinie al eerder gekoppeld aan magische middeltjes; er werd dan ook gefluisterd dat madame de Montespan de nieuwe minnares van de koning had vergiftigd, toen die een miskraam kreeg. Ook de dood van De Fontanges in 1681 deed haar reputatie niet veel goed. De geruchten werden door de jaren heen steeds meer aangedikt en uiteindelijk werd geroepen dat ze van plan was de koning te vergiftigen. Madame de Maintenon, de nieuwe minnares van de koning, en verscheidene ministers deden hun uiterste best om de hele zaak over de moeder van de kinderen van Lodewijk XIV in de doofpot te stoppen. Ondanks hun inspanningen zag madame de Montespan zich in 1691 genoodzaakt om zich terug te trekken in een klooster in Parijs, dat zij zelf financieel gesteund had, met een pensioen van een half miljoen frank. Van dit geld schonk ze grote bedragen aan goede doelen, waaronder ziekenhuizen.
Madame de Montespan overleed in 1707 in het thermale kuuroord Bourbon-l'Archambault. De koning verbood hun kinderen rouwkleren aan te trekken, terwijl vooral hun jongere kinderen het moeilijk hadden met haar dood.

## Kinderen

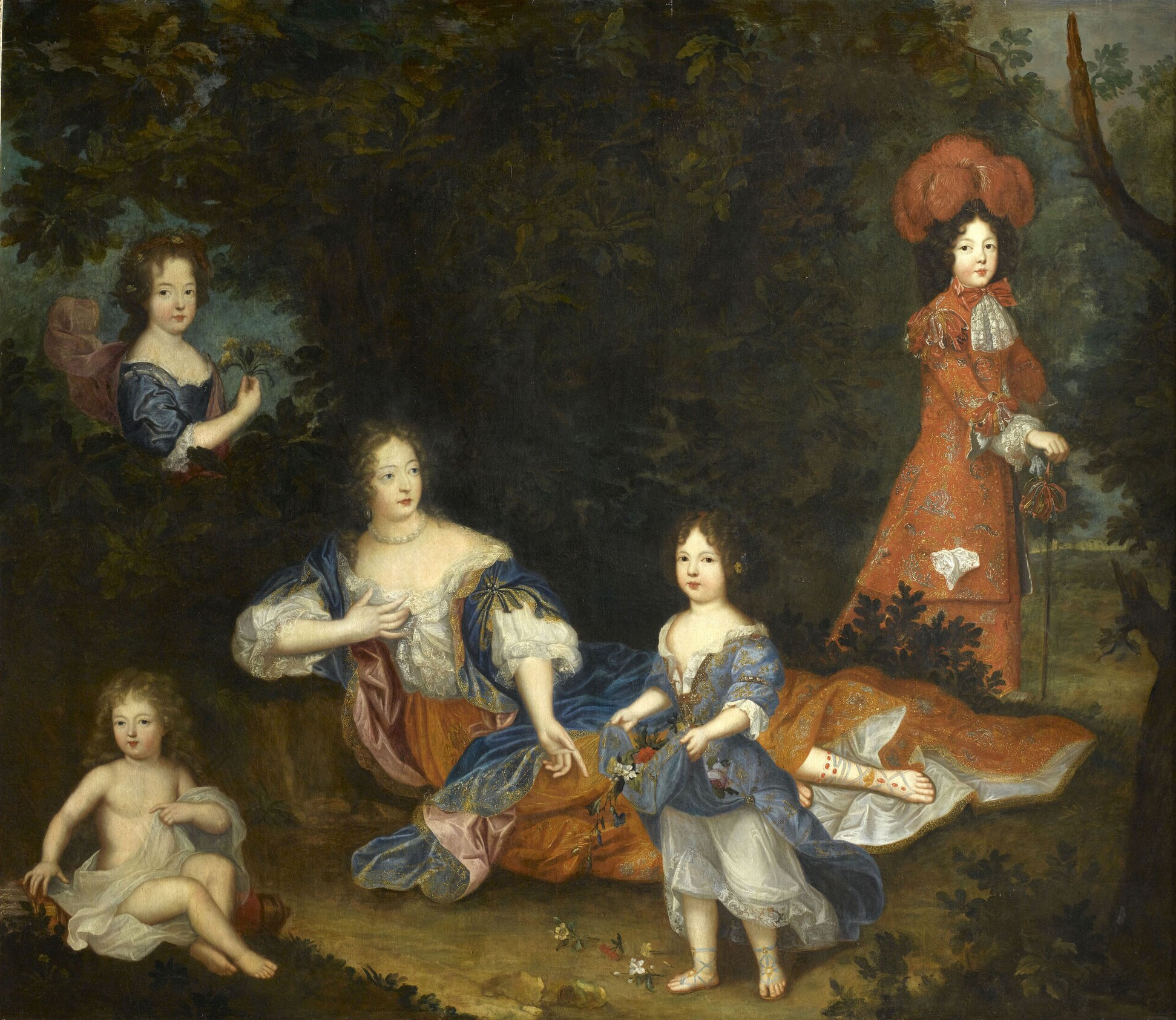
Madame de Montespan en haar kinderen

De kinderen van madame de Montespan en koning Lodewijk XIV waren:
1. Louise Françoise van Bourbon (1669-1672)
2. Lodewijk August van Bourbon, hertog van Maine (1670-1736)
3. Lodewijk Caesar van Bourbon, graaf van Vexin (1672-1683),
4. Louise Françoise van Bourbon, mademoiselle de Nantes (1673-1743), gehuwd met Lodewijk, prins van Condé, Monsieur le duc
5. Louise Marie Anne van Bourbon, mademoiselle de Tours (1674-1681)
6. Françoise Marie van Bourbon mademoiselle de Blois (1677-1749), gehuwd met Filips van Orléans, hertog van Orléans, regent van Frankrijk, en zoon van Filips van Frankrijk- hertog van Orléans
7. Lodewijk Alexander van Bourbon, graaf van Toulouse (1678-1737), gehuwd met Marie Victoire de Noailles

## Beschrijving
Anne Marie Louise van Orléans, de nicht van de koning, beschreef madame de Montespan als erg bleek met schitterend blond haar. Ze had een prachtige mond en fraaie tanden, en verder mooie armen en handen. Haar uitdrukking was volgens de hertogin van Orléans altijd schaamteloos en arrogant. En tot slot zou ze helemaal niet schoon op zichzelf zijn waardoor ze stonk.
Madame de Montespan was slim, spotziek maar ook blijmoedig. 
Op latere leeftijd werd ze zwaarlijvig.